# Episodi di Vita da Carlo (seconda stagione)
La seconda stagione della serie televisiva Vita da Carlo, composta da 10 episodi, è stata pubblicata il 15 settembre 2023 sul servizio on demand Paramount+, nei paesi in cui il servizio è disponibile.
| n. | Titolo italiano                          | Pubblicazione     |
| -- | ---------------------------------------- | ----------------- |
| 1  | Scherza coi fanti e lascia stare i santi | 15 settembre 2023 |
| 2  | Compagni di scuola                       | 15 settembre 2023 |
| 3  | Una notte senza luna                     | 15 settembre 2023 |
| 4  | Il viale dei ricordi                     | 22 settembre 2023 |
| 5  | Fuga da Fregene                          | 22 settembre 2023 |
| 6  | Un cameo d'autore                        | 22 settembre 2023 |
| 7  | Il motivatore                            | 29 settembre 2023 |
| 8  | Yeti, confetti e nuvole                  | 29 settembre 2023 |
| 9  | Il re della commedia                     | 29 settembre 2023 |
| 10 | La fine… l'inizio                        | 29 settembre 2023 |